# A.K. Dolven
Anne Katrine Dolven, född 26 april 1953 i Oslo, är en norsk bild- och installationskonstnär. Hon arbetar med flera medier, som måleri, grafik, ljud, film, fotografi och installationer.
A.K. Dolven utbildade sig på École supérieure d'art d'Aix-en-Provence i Aix-en-Provence 1972–1973 och École nationale supérieure des Beaux-Arts i Paris 1978–1979 i Frankrike, samt på Statens Kunstakademi i Oslo 1982–1986.
Hon har sedan 1975 vistats mycket i Lofoten och inrättade 2005 en ateljé i byn Kvalnes på Lofoten. Hon har ofta använt motiv från Nordland i sina foto- och videoverk. Hon var 1988 initiativtagare till skulpturprojektet Skulpturlandskap Nordland.
A.K. Dolven fick 2000 tyska Fred-Thieler-Preis für Malerei och 2005 Prins Eugen-medaljen.

## Offentliga verk i urval
- 2012 Out of tune, Folkestone, Storbritannien[5]
- 2011 The Finish Untuned Bell, Skepparträdgården, Ekenäs, Finland[6]
- 2013 Tours voices 2013', ljudinstallation, Tours, Frankrike
- 2014 Bodøröster, ljus- och ljudinstallation utanför biblioteket och konserthuset i Bodø i Norge, bestående av en 18 meter hög gatulampa med spotlight och en Cry Babypedal som aktiverar korta röstsekvenser.[7]
- 2018 40 voices Rankweil, ljudinstallation, St. Michaelskirche, Rankweil
- 2020 Untuned Bell, Honnørbrygga, Oslo[8]